# Séquence palindromique

Séquence palindromique d'ADN. A : palindrome ; B : boucle ; C : tige:

Une séquence palindromique est une séquence d'acide nucléique — ADN ou ARN — identique lorsqu'elle est lue dans le sens 5' → 3' sur un brin ou dans le sens 5' → 3' sur le brin complémentaire. C'est par exemple le cas de la séquence suivante, qui est reconnue par l'enzyme appelée EcoRI, une enzyme de restriction d'E. coli :
5’-GAATTC-3’
3’-CTTAAG-5’
La définition d'un palindrome en génétique est différente de la définition classique s'appliquant aux signes. En effet, selon cette dernière, un palindrome est une suite de signes présentant une symétrie, ce qui est bien illustré en latin par le carré Sator : SATOR AREPO TENET OPERA ROTAS.
En revanche, les acides nucléiques sont constitués de nucléotides pour l'ARN et de désoxynucléotides pour l'ADN susceptibles de s'apparier en formant des paires de bases complémentaires : par conséquent, une séquence génétique est dite palindromique lorsqu'elle possède une symétrie avec sa séquence complémentaire et non avec elle-même ; ainsi, la séquence ACCTAGGT sera dite palindromique, bien qu'elle ne soit pas elle-même symétrique, car elle est symétrique de la séquence TGGATCCA, qui lui est complémentaire.
Cette particularité a pour effet de favoriser la formation de structures dites « en épingle à cheveux », ou tige-boucle : les séquences complémentaires et symétriques s'apparient en formant une tige hélicoïdale avec une boucle autour du point de symétrie de la séquence palindromique. On trouve de telles séquences palindromiques dans la plupart des génomes.
On trouve également des séquences palindromiques dans les protéines. Il s'agit alors de symétries de la structure secondaire, et donc de la séquence en acides aminés,. Leur rôle reste cependant peu clair. Il a été récemment suggéré que l'existence de séquences palindromiques dans les protéines soit reliée à la présence de régions de faible complexité, dans la mesure où les palindromes semblent associés aux régions peu complexes. Elles pourraient également être reliées aux hélices α ou à la formation de complexes protéine/protéine.